# Mélanie Doutey
Mélanie Doutey   (París, 22 de novembre de 1978) és una actriu francesa coneguda per les seves interpretacions en pel·lícules com Connexió Marsella (2014), Entre amics (2015) i Inexorable (2021).
El 2006, va ser nominada al César a la millor actriu revelació per la seva interpretació a No juris mai res, una adaptació cinematogràfica de l'obra d'Alfred de Musset.

## Trajectòria
És filla del cineasta Alain Doutey i de l'actriu Arielle Séménoff. Va aparèixer a La flor del mal (2003), de Claude Chabrol, i a El Lobo (2004), la recreació de la història d'un talp dins de l'organització armada basca ETA. També va fer un cameo al videoclip d'«En Apesanteur» del cantant Calogero.
La seva escena amb Jean Dujardin i Gilles Lellouche, dirigida per Jan Kounen, va ser tallada de la versió final de Les Infidèles (2012), però va aparèixer més endavant en DVD.